# Konzumace manželství

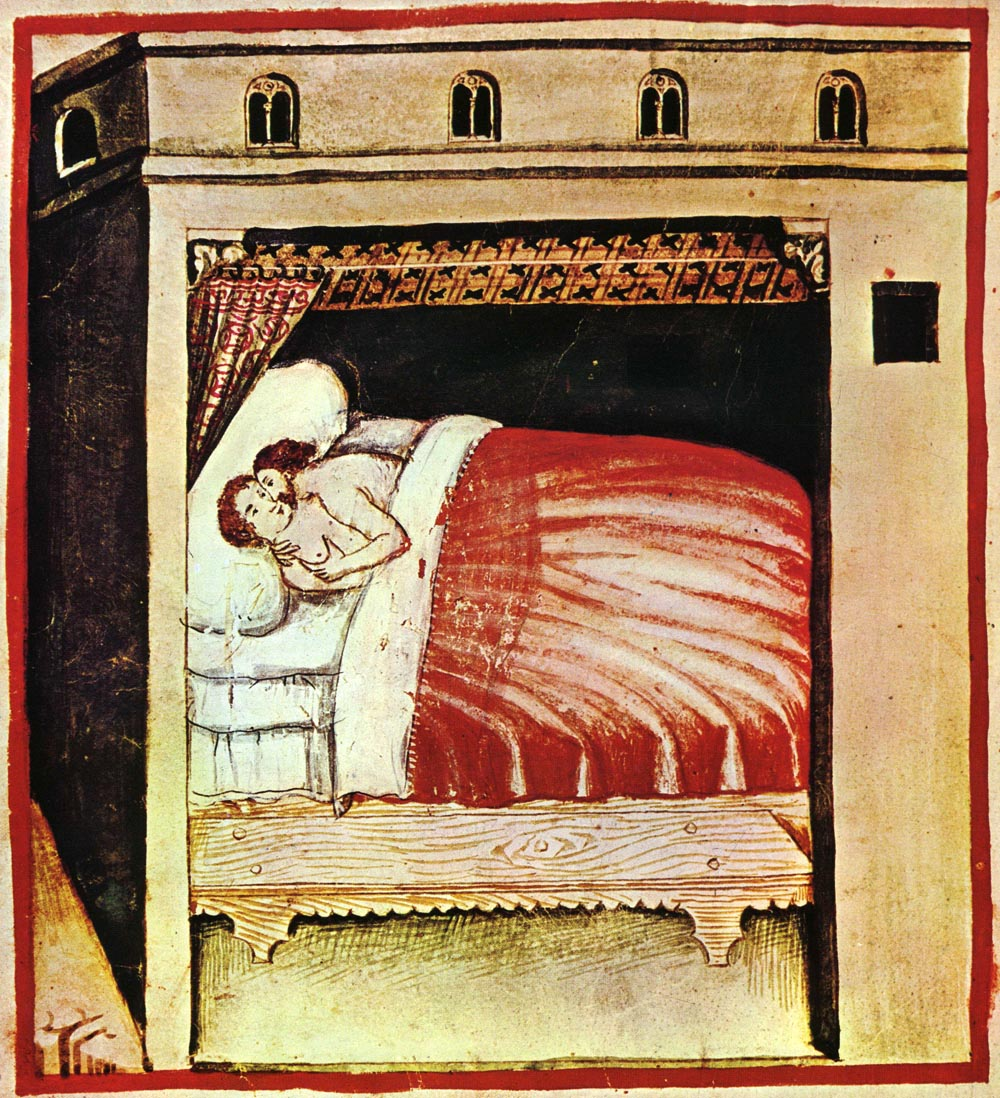
Ilustrace z Tacuinum sanitatis, středověké příručky o zdraví

V mnoha tradicích a zákonech občanského nebo církevního práva je konzumace manželství, často nazývané prostě konzumace (lat. consummaciun), prvním (nebo prvním úředně uznaným) pohlavním stykem mezi dvěma osobami po uzavření manželství. Definice konzumace se obvykle vztahuje na pohlavní styk penisu s vaginou (vaginální penetrace), ale podle některých náboženských doktrín existuje ještě další požadavek, že nesmí být použita žádná antikoncepce.
Náboženský, kulturní nebo právní význam konzumace může vyplývat z teorií manželství, které má za cíl zplodit právně uznané potomky partnerů nebo poskytnout sankci jejich společnému sexuálnímu jednání, případně obojí, a její absence může znamenat, že se sňatkový obřad považuje za nedokončení stavu manželství nebo za vytvoření manželství, které může být později zrušeno. V některých právních systémech tak může být manželství zrušeno, pokud nebylo uzavřeno. Konzumace je rovněž důležitá v případě manželství podle zvykového práva. Význam konzumace vedl k rozvoji různých postelových rituálů.
Kromě těchto formálních a doslovných použití existuje tento termín také v neformálním a méně přesném použití pro označení sexuálního mezníku ve vztazích různé intenzity a délky trvání.

## Právní předpisy

### Konzumace manželství v anglosaském právu
Význam konzumace v občanském manželství v anglosaském právu se liší podle jurisdikce. Například podle článku 12 zákona Matrimonial Causes Act 1973 je v Anglii a Walesu odmítnutí nebo neschopnost konzumovat manželství důvodem pro jeho zrušení, ale to platí pouze pro heterosexuální manželství, protože odstavec 4 přílohy 4 zákona Marriage (Same Sex Couples) Act 2013 výslovně vylučuje nekonzumaci jako důvod pro zrušení manželství osob stejného pohlaví. Jiné jurisdikce common law, jako je Austrálie, právní pojem konzumace zrušily.

### Konzumace manželství a náboženství
Náboženský sňatek bez občanské registrace může, ale nemusí být právně závazný. V některých (většinou muslimských) zemích, jako je Palestina, Izrael, Egypt, Sýrie, Jordánsko, Spojené arabské emiráty, Saúdská Arábie, Jemen, Libye, Mauritánie a Indonésie, je náboženský sňatek jediným právně závazným sňatkem. 
Konzumace je zvláště důležitá v katolickém manželství. Pokud v katolické církvi dojde k uzavření manželství (ratifikaci), ale manželé ještě nemají pohlavní styk (konzumaci), říká se, že manželství je ratum sed non consummatum. Takové manželství, bez ohledu na důvod nekonzumace, může být papežem rozloučeno. Kromě toho je neschopnost nebo úmyslné odmítnutí konzumace manželství pravděpodobným důvodem k jeho anulování. Katolické kanonické právo definuje manželství jako konzumované, když „manželé mezi sebou lidským způsobem vykonali manželský úkon, který je sám o sobě vhodný k plození potomstva, k němuž je manželství svou přirozeností určeno a jímž se manželé stávají jedním tělem“. Někteří teologové, jako například P. John A. Hardon, SJ, tedy tvrdí, že soulož s antikoncepcí manželství nekonzumuje.

## Panenství
V mnoha tradicích je konzumace důležitým aktem, protože naznačuje panenství nevěsty; přítomnost krve je mylně považována za definitivní potvrzení, že žena byla panna.

## Kontroverze
V rodinném právu definujícím občanské manželství v některých jurisdikcích, zejména v těch, kde je občanské manželství stále ovlivněno náboženstvím (i když je oficiálně sekulární), může být nesezdání manželství důvodem pro jeho zrušení (zrušení manželství se liší od rozvodu, protože obvykle působí zpětně). Toto ustanovení bylo v posledních letech silně kritizováno z nejrůznějších důvodů, od míchání náboženské doktríny do světského práva až po to, že je ponižující pro ženy vzhledem k negativním historickým konotacím vlastnictví manželky. Bylo namítáno, že účel tohoto důvodu není jasný: nejde ani o plození dětí (akt nemusí skončit těhotenstvím a ani není potřeba, aby k němu došlo, vzhledem k tomu, že konzumace je právně platná, i když je jedna nebo obě strany neplodné), ani o očekávání sexuálního uspokojení v manželství (stačí jeden jediný pohlavní styk, i když manželé po konzumaci prohlásí, že už nikdy nebudou mít pohlavní styk). Andrew Bainham tvrdí, že tento zákon (v Anglii a Walesu) je zastaralý a musí být zrušen „v moderní společnosti, která se zavázala k rovnosti a lidským právům v osobních vztazích“.
Ve své zprávě z roku 2001 se irská právnická společnost Law Society's Law Reform vyslovila pro úplné zrušení pojmu neplatného manželství (protože rozvod byl zaveden v roce 1996) a kritizovala důvod konzumace, přičemž napsala následující:
Odůvodnění tohoto důvodu není na první pohled zřejmé. Netýká se schopnosti jedné nebo obou stran zplodit potomka, a už vůbec ne schopnosti stran vzájemně se sexuálně uspokojovat během manželství. [...] Zůstává poněkud zvláštní anomálií v právu, možná pozůstatkem středověku, kdy se mělo za to, že první pohlavní styk „označuje“ novomanželku za „majetek“ jejího manžela. Ať už je jeho původ jakýkoli, není zcela jasné, k jakému účelu tento důvod v současnosti slouží, a navrhuje se, aby se od něj upustilo.
Dalším problémem je sexuální násilí, zejména proto, že ve většině zemí došlo ke kriminalizaci znásilnění v manželství teprve nedávno, od 70. let 20. století; tvrdí se, že zachování pojmu konzumace v zákoně podporuje kulturní a společenské postoje a chápání manželství, které ztěžují uznání těchto porušení; a že je pozůstatkem utlačovatelské tradice. V komentáři k případu R v R, který kriminalizoval znásilnění v manželství v Anglii a Walesu, Harris-Short a Miles píší: 
[Historický] pohled opět vrhá užitečné světlo na tuto záležitost: až do roku 1991 bylo manželům dovoleno mít pohlavní styk se svými manželkami bez ohledu na to, zda v té době skutečně souhlasily, přičemž původní akt konzumace a z něj vyplývající manželský stav opravňoval manžela k následnému pohlavnímu styku.